# 1422

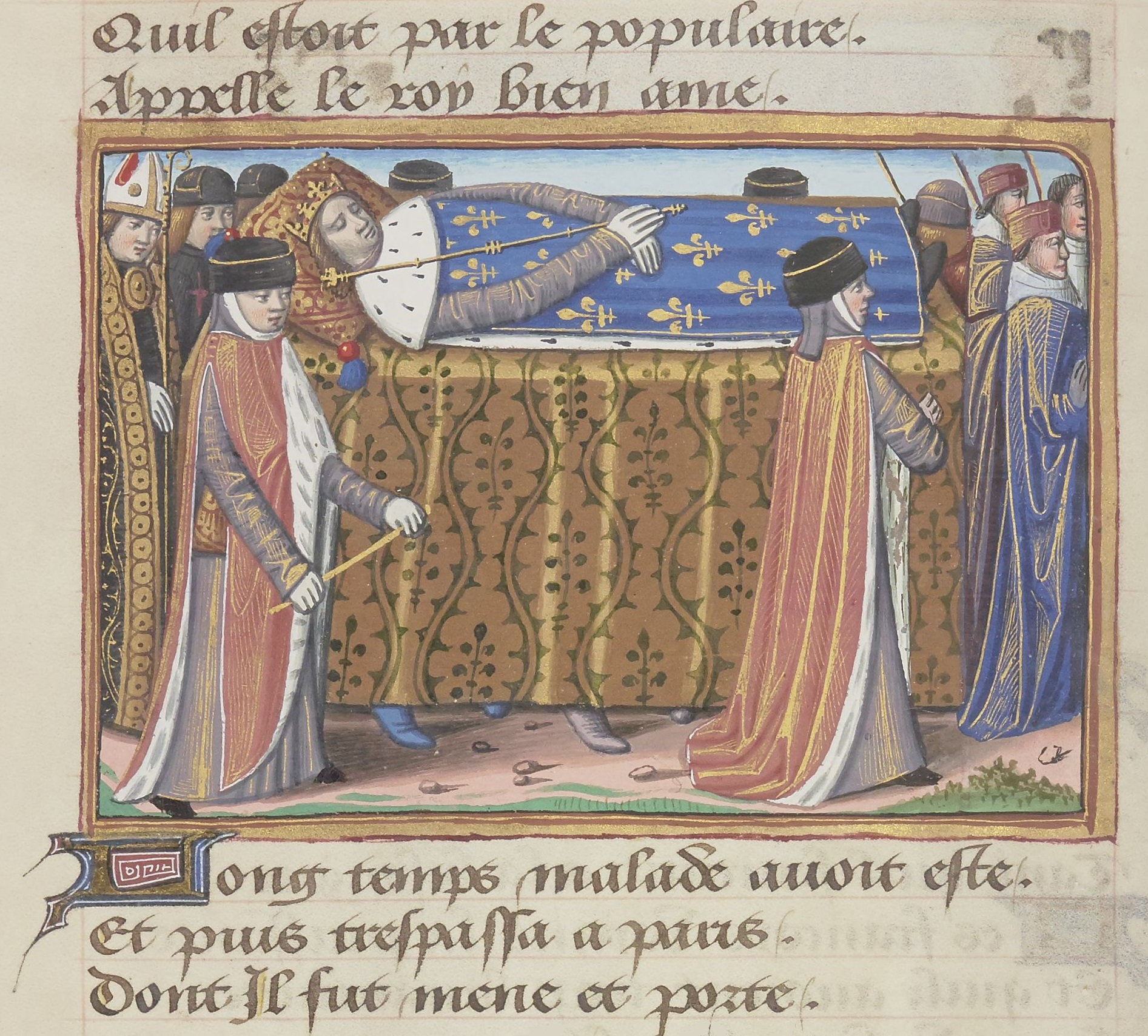
Begrafenis van Karel VI

Het jaar 1422 is het 22e jaar in de 15e eeuw volgens de christelijke jaartelling.

## Gebeurtenissen
- 1 februari - Vrede van Groningen: De Grote Friese Oorlog wordt beëindigd. De grens tussen de invloedssferen van Ocko II tom Brok en Jan van Beieren wordt langs de Lauwers gelegd.
- 10 mei - Na een beleg van 8 maanden valt Meaux in handen van Hendrik V van Engeland.
- 31 augustus - Koning Hendrik V sterft plotseling, vermoedelijk aan dysenterie. Zijn zoon en opvolger Hendrik VI is minder dan een jaar oud.
- 27 september - Verdrag van Melno: Einde van de Pools-Teutoonse Oorlog die in juli begon. De grens tussen Litouwen en de Duitse Orde wordt vastgelegd, waarbij Samogitië definitief onder Litouws gezag komt.
- De Ottomanen onder Murat II beginnen een 2 jaar durend beleg van Constantinopel.
- Johanna II van Napels sluit een vredesverdrag met Lodewijk III van Anjou waarin zij hem tot haar troonopvolger benoemt.
- Karel VII van Frankrijk trouwt met Maria van Anjou
- Jacoba van Beieren ontvangt van de paus bericht van nietigheid van haar huwelijk met hertog Jan IV van Brabant. Ze reist naar Engeland en verlooft zich (of huwt?) met de regent Humphrey van Gloucester.
- Stichting van klooster Mariëndaal in Diest

## Opvolging
- Generalitat de Catalunya - Joan Desgarrigues opgevolgd door Dalmau van Cartellà
- Duitse Orde - Michael Küchmeister van Sternberg opgevolgd door Paul Belenzer van Rusdorf
- Engeland - Hendrik V opgevolgd door zijn zoon Hendrik VI onder regentschap van diens ooms Humphrey van Gloucester (voor Engeland) en Jan van Bedford (voor Engels Frankrijk)
- koninkrijk Frankrijk - Karel VI opgevolgd door zijn zoon Karel VII
- Henneberg-Römhild - Frederik I opgevolgd door George I
- Mamelukken (Egypte) - Ashraf Barsbay als opvolger van Nasser Mohamed Ben Tatar
- Tonnerre - Lodewijk II opgevolgd door zijn broer Hugo

## Afbeeldingen

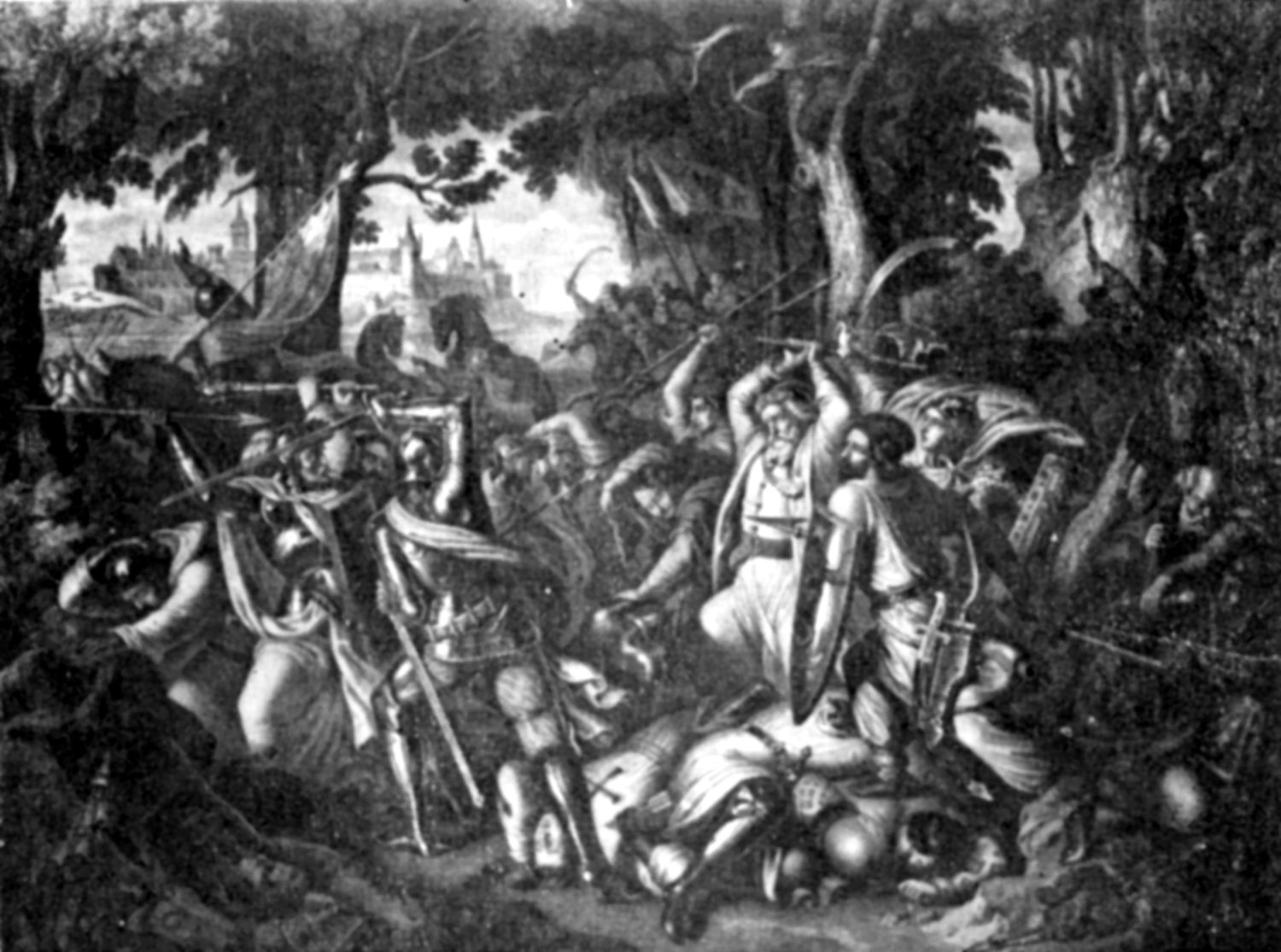
Slag bij Mariënburg in de Pools-Teutoonse Oorlog

## Geboren
- 21 mei - Hendrik van Saksen, Duits edelman
- 7 juni - Federico da Montefeltro, Italiaans legerleider
- 30 september - Barbara van Brandenburg-Kulmbach, Duits edelvrouw
- Filips van Glymes, Bourgondisch edelman
- Georgius de Hungaria, Hongaars schrijver
- Lodewijk van Gruuthuse, Vlaams staatsman
- Agnès Sorel, maîtresse van Karel VII (jaartal bij benadering)

## Overleden
- 13 maart - John Clifford (~32), Engels edelman (gesneuveld)
- 27 mei - Sophia van den Bergh (~51), Nederlands edelvrouw
- 16 juni - Hugh III van Devon (~32), Engels edelman
- 8 juli - Michelle van Valois (27), echtgenote van Filips de Goede
- 26 augustus - Taddeo di Bartolo (~59), Italiaans schilder
- 31 augustus - Hendrik V (35), koning van Engeland (1413-1422)
- 16 oktober - Johan IV, hertog van Mecklenburg
- 21 oktober - Karel VI (53), koning van Frankrijk (1380-1422)
- 12 november - Albrecht III (~39), keurvorst van Saksen (1419-1422)
- Agge Harinxma, Fries hoofdeling
- Gonçalo van Lagos, Portugees monnik
- Herman III van Twickelo, Twents edelman
- Lodewijk II van Chalon-Tonnerre (~42), Frans edelman
- Sicko Sjaerda, Fries hoofdeling
- Johannes Uroš, vorst van Thessalië (jaartal bij benadering)

## Trivia
- Shakespeares Hendrik VI, deel 1 begint in 1422, bij de begrafenis van Hendrik V